# لحیان
لحیان (عربی: لحیان، لیحیان ; یونانی: Lechienoi), همچنین به نام دادان یا ددان (عبری: דְּדָן‎ Dəḏān)، پادشاهی قدرتمند و بسیار سازمان یافته عرب باستانی بود که نقش فرهنگی و اقتصادی حیاتی در منطقه شمال غربی شبه جزیره عربستان داشت و از زبان دادانیاستفاده می‌کردند.  لیحیانیان بر قلمرو وسیعی از یثرب در جنوب و بخش‌هایی از شام در شمال حکومت می‌کردند. در قدیم خلیج عقبه را خلیج لحیان می‌نامیدند. گواهی بر نفوذ گسترده‌ای که لحیانیان به دست آوردند. اصطلاح «دادان» معمولاً مرحله اولیه تاریخ این پادشاهی را توصیف می‌کند زیرا نام پایتخت آنها دادان بود که اکنون واحه العلا نامیده می‌شود که در شمال غربی عربستان در حدود ۱۱۰ کیلومتری جنوب غربی تیما است، هر دو شهر در عربستان سعودی امروزی قرار دارند، در حالی که اصطلاح «لحیان» مرحله بعدی را توصیف می‌کند. دادان در اوایل خود «یکی از مهم‌ترین مراکز کاروانی در شمال عربستان» بود.  در کتاب مقدس عبری ذکر شده‌است.  لحیانیان بعداً دشمن نبطیان شدند. رومیان به نبطیان حمله کردند و در سال ۱۰۶ پس از میلاد پادشاهی آنها را سرنگون کردند. این امر لحیانیان را تشویق کرد تا یک پادشاهی مستقل برای مدیریت کشور خود تأسیس کنند. پادشاه حناس، یکی از خاندان سلطنتی سابق، که قبل از حمله نبطیان بر الحجر حکومت می‌کرد، ریاست آن را بر عهده داشت.
شجره نامه‌های عرب‌های بنی لیحیان را از اسماعیلیان می‌دانند، یعنی از نسل اسماعیل هستند، اگرچه در سنت یهودی تصور می‌شود که آنها مستقیماً از طریق همسر دومش کتوره (و نه از اسماعیل) مستقیماً از ابراهیم آمده‌اند.